# Idriss Cherif
Idriss Cherif, né en 1866 et décédé en 1936, est un religieux tunisien qui a exercé la fonction de mufti de Bizerte et une figure du mouvement national.
Né dans le quartier du Menzah, au centre du faubourg historique de Bizerte, et formé à la Zitouna de Tunis dont il sort diplômé en 1895, le cheikh adhère aux idées du Destour mené à l'époque par Abdelaziz Thâalbi. Il aurait ainsi écrit plusieurs poèmes pour inciter à l'action nationaliste. 
Comme plusieurs figures du mouvement national, il voit dans la tenue du congrès eucharistique de 1930 à Carthage, dans la banlieue de Tunis, une provocation des autorités coloniales à l'égard des sentiments des Tunisiens en majorité musulmans.
En décembre 1932, le cheikh édite une fatwa considérant les Tunisiens musulmans naturalisés français comme des apostats qui ne peuvent être en conséquence enterrés dans des cimetières musulmans. Cette fatwa intervient alors que les nationalistes du Destour placent en tête de leurs revendications le dossier des naturalisés et des avantages qu'ils reçoivent en contrepartie de leur naturalisation. À la suite de cette fatwa qui leur donne la légitimité pour agir, les nationalistes multiplient les incidents aux portes des cimetières pour interdire l'inhumation de musulmans naturalisés.
La figure du cheikh est emblématique de l'engagement des dignitaires musulmans issus des rangs de la Zitouna dans le mouvement national qui s'est amplifié à la suite du congrès eucharistique.
En son hommage, une avenue du centre de Bizerte ainsi que la maison de la culture de la ville portent son nom.